# Do balcak
Do balcak é um filme de drama macedônico de 2014 dirigido e escrito por Stole Popov. Foi selecionado como representante da República da Macedônia à edição do Oscar 2015, organizada pela Academia de Artes e Ciências Cinematográficas.

## Elenco
- Inti Sraj - Tereza
- Sasko Kocev - Krsto
- Martin Jordanoski - Filip
- Toni Mihajlovski - Muzafer
- Iskra Veterova - Ana
- Senko Velinov - Boro
- Miki Manojlovic - Bogdan
- Nikola Kojo - Agent
- Nikola Ristanovski - Cvetko
- Dragan Spasov – Dac - Shishe
- Gorast Cvetkovski - Kaval